# Sandy Creek (Carolina del Nord)
Sandy Creek és una població dels Estats Units a l'estat de Carolina del Nord. Segons el cens del 2000 tenia 246 habitants.

## Demografia
Segons el cens del 2000, Sandy Creek tenia 246 habitants, 91 habitatges i 64 famílies. La densitat de població era de 158,3 habitants per km².
Dels 91 habitatges en un 40,7% hi vivien nens de menys de 18 anys, en un 57,1% hi vivien parelles casades, en un 9,9% dones solteres, i en un 28,6% no eren unitats familiars. En el 24,2% dels habitatges hi vivien persones soles el 8,8% de les quals corresponia a persones de 65 anys o més que vivien soles. El nombre mitjà de persones vivint en cada habitatge era de 2,7 i el nombre mitjà de persones que vivien en cada família era de 3,23.
Per edats la població es repartia de la següent manera: un 28% tenia menys de 18 anys, un 8,5% entre 18 i 24, un 31,7% entre 25 i 44, un 25,2% de 45 a 60 i un 6,5% 65 anys o més.
L'edat mediana era de 34 anys. Per cada 100 dones de 18 o més anys hi havia 103,4 homes.
La renda mediana per habitatge era de 33.333 $ i la renda mediana per família de 40.625 $. Els homes tenien una renda mediana de 27.500 $ mentre que les dones 22.813 $. La renda per capita de la població era de 14.296 $. Entorn del 9% de les famílies i el 8,5% de la població estaven per davall del llindar de pobresa.

## Poblacions més properes
El següent diagrama mostra les poblacions més properes.